# Rajella sadowskii
Rajella sadowskii är en rockeart som först beskrevs av Johann Ludwig Gerard Krefft och Stehmann 1974.  Rajella sadowskii ingår i släktet Rajella och familjen egentliga rockor. IUCN kategoriserar arten globalt som otillräckligt studerad. Inga underarter finns listade i Catalogue of Life.